# 中华人民共和国第二次全国土地调查
中华人民共和国第二次全国土地调查，简称“二次土地调查”或“二调”，是中华人民共和国政府自2007年7月1日起开展的全国性土地调查。调查的主要目的是查清全国土地利用状况，掌握土地基础数据，以及建立和完善土地调查、统计和登记制度等。此次调查由政府统一部署，分步实施，并以2009年10月31日为调查的标准时点，汇总成基本数据。2010年以后，每年进行一次土地变更调查。

## 背景
中国对上一次进行全国土地调查始于1984年，国务院以《关于进一步开展土地资源调查工作的报告的通知》（国发〔1984〕70号）开展第一次全国土地调查，于1984年5月开始，惟基于技术、资金等各种原因，各省市区进度不一，直到1997年底才完成调查。第一次调查完成与第二次调查开展相距10年，期间土地利用状况已发生很大变化，原有数据已不能满足需要。

## 标准
本调查前采用的是2001年国土资源部颁布的《全国土地分类》（试行），采用3个一级分类：农用地、建设用地、未利用地。第二次全国土地调查采用国家质量监督检验检疫总局和国家标准化管理委员会于2007年8月10日发布的《土地利用现状分类》（GB/T 21010-2007），分为一级、二级两个层次的分类体系，共分12个一级类、57个二级类。按《第二次全国土地调查技术规程》要求，对《土地利用现状分类》中商服用地、工矿仓储用地、住宅用地、公共管理与公共服务用地、特殊用地5个一级类和街巷用地、空闲地2个二级类归并为城镇村及工矿用地。第二次土地调查采用耕地、园地、林地、草地、城镇村及工矿用地、交通运输用地、水域及水利设施用地、其他土地8个一级土地分类。

## 全国成果
2013年12月30日，国土资源部、国家统计局与国务院第二次全国土地调查领导小组办公室联合发布《关于第二次全国土地调查主要数据成果的公报》，截至2009年10月31日，全国主要地类数据如下：
- 耕地：13,538.5万公顷（203,077万亩）
- 园地：1,481.2万公顷（22,218万亩）
- 林地：25,395.0万公顷（380,925万亩）
- 草地：28,731.4万公顷（430,970万亩）
- 城镇村及工矿用地：2,873.9万公顷（43,109万亩）
- 交通运输用地：794.2万公顷（11,913万亩）
- 水域及水利设施用地：4,269.0万公顷（64,036万亩）

另外为其他土地。

## 各省、市、自治区成果

### 北京市
2014年6月13日，北京市公布调查成果，全市共有耕地227,170.43公顷（340.8万亩）。根据北京市土地利用现状汇总数据，全市土地总面积为1,640,616.06公顷（2,460.9万亩）。

### 天津市
2014年3月5日，天津市公布调查成果，全市共有耕地447,166.4公顷（670.7万亩）。根据《天津统计年鉴》，全市土地总面积为1,191,685公顷（1,787.5万亩）。

### 河北省
2014年6月25日，河北省公布调查成果，全省土地总面积为1,885.45万公顷（28,281.71万亩），其中耕地656.14万公顷（9,842.03万亩）。

### 山西省
2014年7月11日，山西省公布调查成果，全省土地总面积为1,566.98万公顷（23,504.7万亩），其中耕地406.84万公顷（6,102.6万亩）。

### 内蒙古自治区
2014年7月31日，内蒙古自治区公布调查成果，全区共有耕地918.93万公顷（13,783.93万亩）。根据《内蒙古自治区土地整治规划》，全区土地总面积为11,454.99万公顷（171,824.92万亩）。

### 辽宁省
2014年4月，辽宁省公布调查成果，全省土地总面积为1,483.79万公顷（22,256.88万亩），其中耕地504.19万公顷（7,562.89万亩）。

### 吉林省
2014年6月6日，吉林省公布调查成果，全省土地总面积为1,912.0万公顷（28,680万亩），其中耕地703.0万公顷（10,545万亩）。

### 黑龙江省
2014年6月25日，黑龙江省公布调查成果，全省调查总面积为4,707万公顷（70,605万亩，含内蒙古自治区境内加格达奇区、松岭区面积182万公顷），其中耕地1,594.4万公顷（23,916.4万亩）。

### 上海市
2014年5月14日，上海市公布调查成果，全市土地总面积为835,912公顷（1,253.87万亩），其中耕地189,759公顷（284.64万亩）。

### 江苏省
2014年6月26日，江苏省公布调查成果，全省土地总面积为1,072.17万公顷（16,082.6万亩），其中耕地462.17万公顷（6,932.6万亩）。

### 浙江省
2014年6月16日，浙江省公布调查成果，全省土地总面积为1,055.06万公顷（15,825.87万亩），其中耕地198.67万公顷（2,980.03万亩）。

### 安徽省
2014年9月9日，安徽省公布调查成果，全省土地总面积为1,401.4万公顷（21,021万亩），其中耕地590.71万公顷（8860.6万亩）。

### 福建省
2014年6月30日，福建省公布调查成果，全省共有耕地134.18万公顷（2,012.67万亩）。根据2014年度土地变更调查成果，全省土地总面积为1,239.51万公顷（18,592.67万亩）。

### 江西省
2014年2月24日，江西省公布调查成果，全省土地总面积为1,669.36万公顷（25,040.4万亩），其中耕地308.91万公顷（4,633.7万亩）。

### 山东省
2014年4月30日，山东省公布调查成果，全省土地总面积为1,579万公顷（包含405个岛屿面积1.09万公顷，不含车牛山岛），其中耕地766.83万公顷（11,502.43万亩）。

### 河南省
2014年6月3日，河南省公布调查成果，全省共有耕地819.20万公顷（12,288万亩）。《河南国土资源年鉴》中全省土地总面积为1,656.64万公顷（24,850万亩）。

### 湖北省
2014年3月6日，湖北省公布调查成果，全省土地总面积为1,859.37万公顷（27,890.61万亩），其中耕地532.30万公顷（7,984.50万亩）。

### 湖南省
2014年3月6日，湖南省公布调查成果，全省土地总面积为2,118.36万公顷（31,775.4万亩），其中耕地413.50万公顷（6,202.5万亩）。

### 广东省
2014年3月24日，广东省公布调查成果，全省共有耕地253.22万公顷（3,798.33万亩）。根据《广东统计年鉴》，全省土地总面积为1,797.05万公顷（26,955.72万亩）。

### 广西壮族自治区
2014年2月28日，广西壮族自治区公布调查成果，全区共有耕地443.1万公顷（6,646万亩）。根据《广西统计年鉴》，全区土地总面积为2,376万公顷（35,640万亩）。

### 海南省
2014年9月17日，海南省公布调查成果，全省土地总面积为3,517,721.72公顷（5,276.58万亩），其中耕地729,760.9公顷（1,094.64万亩）。

### 重庆市
2014年6月25日，重庆市公布调查成果，全市共有耕地243.8万公顷（3,657.6万亩）。根据2014年度土地利用现状变更调查，全市土地总面积为823.74万公顷（12,356万亩）。

### 四川省
2014年4月25日，四川省公布调查成果，全省土地总面积为4,861.2万公顷（72,917万亩），其中耕地672.0万公顷（10,080万亩）。

### 贵州省
2014年9月16日，贵州省公布调查成果，全省土地总面积为1,760.99万公顷（26,415万亩），其中耕地456.25万公顷（6,844万亩）。

### 云南省
2014年2月27日，云南省公布调查成果，全省共有耕地624.39万公顷（9,365.84万亩）。根据《云南统计年鉴》，全省土地总面积为3,831.89万公顷（57,478.35万亩）。

### 西藏自治区
2014年12月4日，西藏自治区公布调查成果，全区共有耕地442,967.35公顷（664.45万亩）。西藏自治区国土资源厅公布全区土地面积为120,218,947.91公顷（180,328.42万亩）。

### 陕西省
2014年6月25日，陕西省公布调查成果，全省土地总面积为20,562,388.25公顷（30,843.58万亩），其中耕地3,997,569.3公顷（5,996.35万亩）。

### 甘肃省
2014年6月3日，甘肃省公布调查成果，全省土地总面积为4,258.89万公顷（63,883.34万亩），含宁夏回族自治区隆德县飞地0.53万公顷（7.98万亩），其中耕地541.02万公顷（8,115.35万亩）。

### 青海省
2014年1月15日，青海省公布调查成果，全省土地总面积为6,966.5万公顷（104,497万亩），其中耕地58.8万公顷（882万亩）。

### 宁夏回族自治区
2014年9月16日，宁夏回族自治区公布调查成果，全区共有耕地129.1375万公顷（1,937.06万亩）。全区土地总面积519.48万公顷（7,792.18万亩）。

### 新疆维吾尔自治区
2016年2月，新疆维吾尔自治区公布调查成果，全区共有耕地512.3万公顷（7,685万亩）。《新疆年鉴2010》中新疆第二次土地调查辖区总面积为16,315.85万公顷（244,737.8万亩）。